# Alpine Célébration
L'Alpine Célébration est un concept car du constructeur automobile français Alpine dévoilé aux 24 Heures du Mans 2015 pour les 60 ans de la marque Alpine ; elle annonce la renaissance de la marque, en 2017, avec l'Alpine A110.

## Historique

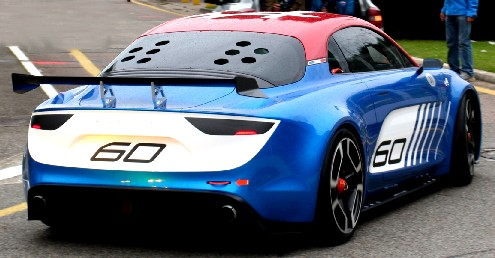
Renault Alpine Célébration

À la suite du concept car Renault Alpine A110-50 de 2012, dévoilé pour les 50 ans de l'Alpine A110, Alpine (propriété de Renault) dévoile ce concept car en juin 2015 sur le circuit des 24 Heures du Mans 2015, pour fêter les 60 ans de la marque. Ce prototype partiellement masqué est présenté à titre d'opération de communication, avec un habitacle non dévoilé et des parties de carrosserie et blocs optiques masqués. Cette première ébauche de la nouvelle Alpine A110 de 2017 marque la renaissance de la marque Alpine, après vingt ans de mise en veille. 
Son design néo-rétro, conçu par Antony Villain, directeur du design Alpine, inspiré des Alpine A110 de 1961, au prestigieux palmarès en championnat du monde de Rallye automobile, comporte des éléments modernes (grandes jantes, feux à LED). 
En juin 2015, après la présentation sur le circuit des 24 Heures du Mans, Alpine présente son prototype au Festival de vitesse de Goodwood puis à l'usine de Dieppe (Seine-Maritime). L'Alpine Célébration défile ensuite au concours d'élégance du Chantilly Arts & Elegance Richard Mille en septembre 2015.

## Caractéristiques
Selon la presse automobile, elle est motorisée par le moteur F Renault de la Renault Clio RS de Renault Sport, 4 cylindres turbo, 16 soupapes, 1,8 l de cylindrée, pour une puissance de 250 à 300 chevaux, placé en position centrale arrière. Longue de presque 4 m pour un poids compris entre 1 000 à 1 200 kg, elle dépasse en longueur et en poids les A110 d'origine (3,85 m pour 650 kg).